# Saison 2005 de l'équipe cycliste La Française des jeux
L'Équipe cycliste La Française des jeux participait en 2005 au ProTour nouvellement créé.

## Effectif
| Cycliste             | Date de naissance | Nationalité    | Équipe 2004                     |
| -------------------- | ----------------- | -------------- | ------------------------------- |
| Ludovic Auger        | 17/02/1971        | France         | Auber 93                        |
| Freddy Bichot        | 09/09/1979        | France         | Barloworld                      |
| Sandy Casar          | 02/02/1979        | France         | Fdjeux.com                      |
| Baden Cooke          | 12/10/1978        | Australie      | Fdjeux.com                      |
| Carlos Da Cruz       | 20/12/1974        | France         | Fdjeux.com                      |
| Mickaël Delage       | 06/08/1985        | France         | néo-pro                         |
| Christophe Detilloux | 03/05/1974        | Belgique       | Lotto-Domo                      |
| Rémy Di Grégorio     | 31/07/1985        | France         | VC La Pomme Marseille (néo-pro) |
| Bernhard Eisel       | 17/02/1981        | Autriche       | Fdjeux.com                      |
| Frédéric Finot       | 20/03/1977        | France         | Jean Delatour                   |
| Arnaud Gérard        | 06/10/1984        | France         | Côtes d'Armor-CC Moncontour     |
| Philippe Gilbert     | 05/07/1982        | Belgique       | Fdjeux.com                      |
| Frédéric Guesdon     | 14/10/1971        | France         | Fdjeux.com                      |
| Lilian Jégou         | 20/01/1976        | France         | Crédit agricole                 |
| Thomas Lövkvist      | 04/04/1984        | Suède          | Fdjeux.com                      |
| Bradley McGee        | 24/02/1976        | Australie      | Fdjeux.com                      |
| Ian Mcleod           | 03/10/1980        | Afrique du Sud | HSBC                            |
| Christophe Mengin    | 03/09/1968        | France         | Fdjeux.com                      |
| Cyrille Monnerais    | 24/08/1983        | France         | Bretagne-Jean Floc'h            |
| Francis Mourey       | 08/12/1980        | France         | Fdjeux.com                      |
| Mark Renshaw         | 22/10/1982        | Australie      | Fdjeux.com                      |
| Jérémy Roy           | 22/06/1983        | France         | Fdjeux.com                      |
| Fabien Sanchez       | 30/03/1983        | France         | Fdjeux.com                      |
| Benoît Vaugrenard    | 05/01/1982        | France         | Fdjeux.com                      |
| Jussi Veikkanen      | 29/03/1981        | Finlande       | VC Roubaix Lille (néo-pro)      |
| Matthew Wilson       | 01/10/1977        | Australie      | Fdjeux.com                      |

## Victoires
| Date       | Course                                          | Pays      | Classe | Vainqueur        |
| ---------- | ----------------------------------------------- | --------- | ------ | ---------------- |
| 02/02/2005 | 1re étape de l'Étoile de Bessèges               | France    | 2.1    | Freddy Bichot    |
| 06/02/2005 | Classement général de l'Étoile de Bessèges      | France    | 2.1    | Freddy Bichot    |
| 10/02/2005 | 2e étape du Tour méditerranéen                  | France    | 2.1    | Philippe Gilbert |
| 13/02/2005 | 4e étape du Grand Prix International Costa Azul | Portugal  | 2.1    | Bernhard Eisel   |
| 16/02/2005 | 1re étape du Tour de l'Algarve                  | Portugal  | 2.1    | Bernhard Eisel   |
| 19/02/2005 | Tour du Haut-Var                                | France    | 1.1    | Philippe Gilbert |
| 19/02/2005 | 4e étape du Tour de l'Algarve                   | Portugal  | 2.1    | Bernhard Eisel   |
| 01/05/2005 | Trophée des grimpeurs                           | France    | 1.1    | Philippe Gilbert |
| 05/05/2005 | 2e étape des Quatre Jours de Dunkerque          | France    | 2.HC   | Philippe Gilbert |
| 16/05/2005 | Grand Prix de Villers-Cotterêts                 | France    | 1.1    | Bradley McGee    |
| 11/06/2005 | 1re étape du Tour de Suisse                     | Suisse    | PT     | Bernhard Eisel   |
| 13/06/2005 | 3e étape du Tour de Suisse                      | Suisse    | PT     | Bradley McGee    |
| 19/06/2005 | Classement général de la Route du Sud           | France    | 2.1    | Sandy Casar      |
| 31/07/2005 | Polynormande                                    | France    | 1.1    | Philippe Gilbert |
| 04/08/2005 | 3e étape de Paris-Corrèze                       | France    | 2.1    | Frédéric Finot   |
| 04/08/2005 | Classement général de Paris-Corrèze             | France    | 2.1    | Frédéric Finot   |
| 12/09/2005 | 1re étape du Tour de Pologne                    | Pologne   | PT     | Baden Cooke      |
| 12/10/2005 | 4e étape de l'Herald Sun Tour                   | Australie | 2.1    | Baden Cooke      |
| 13/10/2005 | 5e étape de l'Herald Sun Tour                   | Australie | 2.1    | Baden Cooke      |

## Classement UCI ProTour

### Individuel
| Rang | Coureur          | Points |
| ---- | ---------------- | ------ |
| 61   | Thomas Lövkvist  | 35     |
| 97   | Philippe Gilbert | 20     |
| 104  | Bradley McGee    | 16     |
| 117  | Baden Cooke      | 12     |
| 145  | Sandy Casar      | 4      |
| 155  | Bernhard Eisel   | 2      |

### Équipe
L'équipe Française des jeux a terminé à la 20e place avec 130 points.

## Classements en Coupe de France

### Individuel
| Rang | Coureur           | Points |
| ---- | ----------------- | ------ |
| 1    | Philippe Gilbert  | 162    |
| 5    | Lilian Jégou      | 58     |
| 10   | Bradley McGee     | 50     |
| 11   | Benoît Vaugrenard | 49     |
| 14   | Mark Renshaw      | 44     |
| 20   | Frédéric Finot    | 34     |
| 24   | Sandy Casar       | 28     |
| 27   | Jérémy Roy        | 26     |
| 38   | Ludovic Auger     | 20     |
| 72   | Mickaël Delage    | 3      |
| 77   | Freddy Bichot     | 3      |

### Équipe
L'équipe La Française des jeux a terminé à la 1re place avec 122 points.